# Vimana (Architektur)

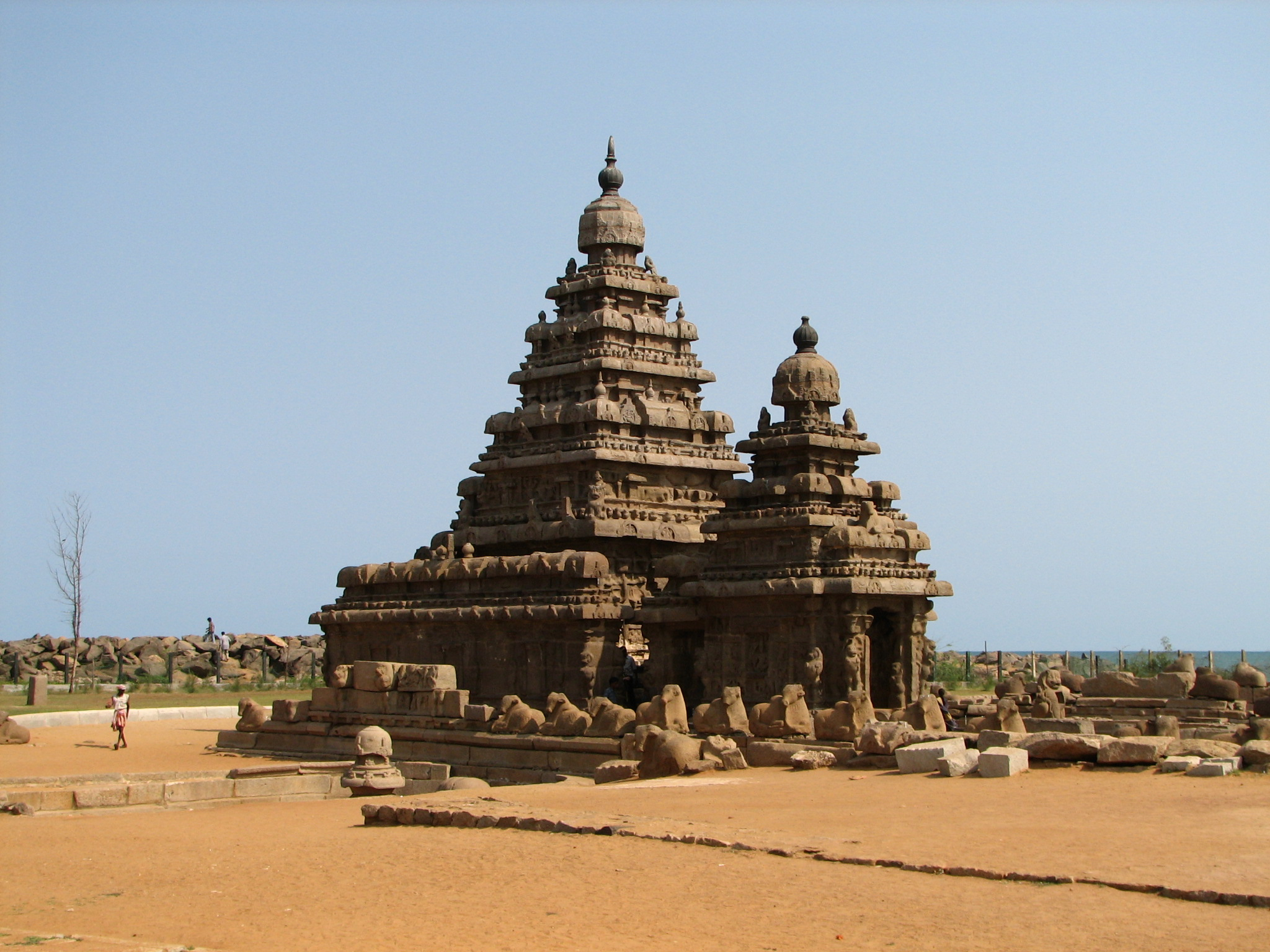
Horizontal gestufte pyramidale Turmdächer mit kuppelförmiger Spitze („Schirmkuppel“) am Küstentempel von Mahabalipuram, Tamil Nadu (um 720)

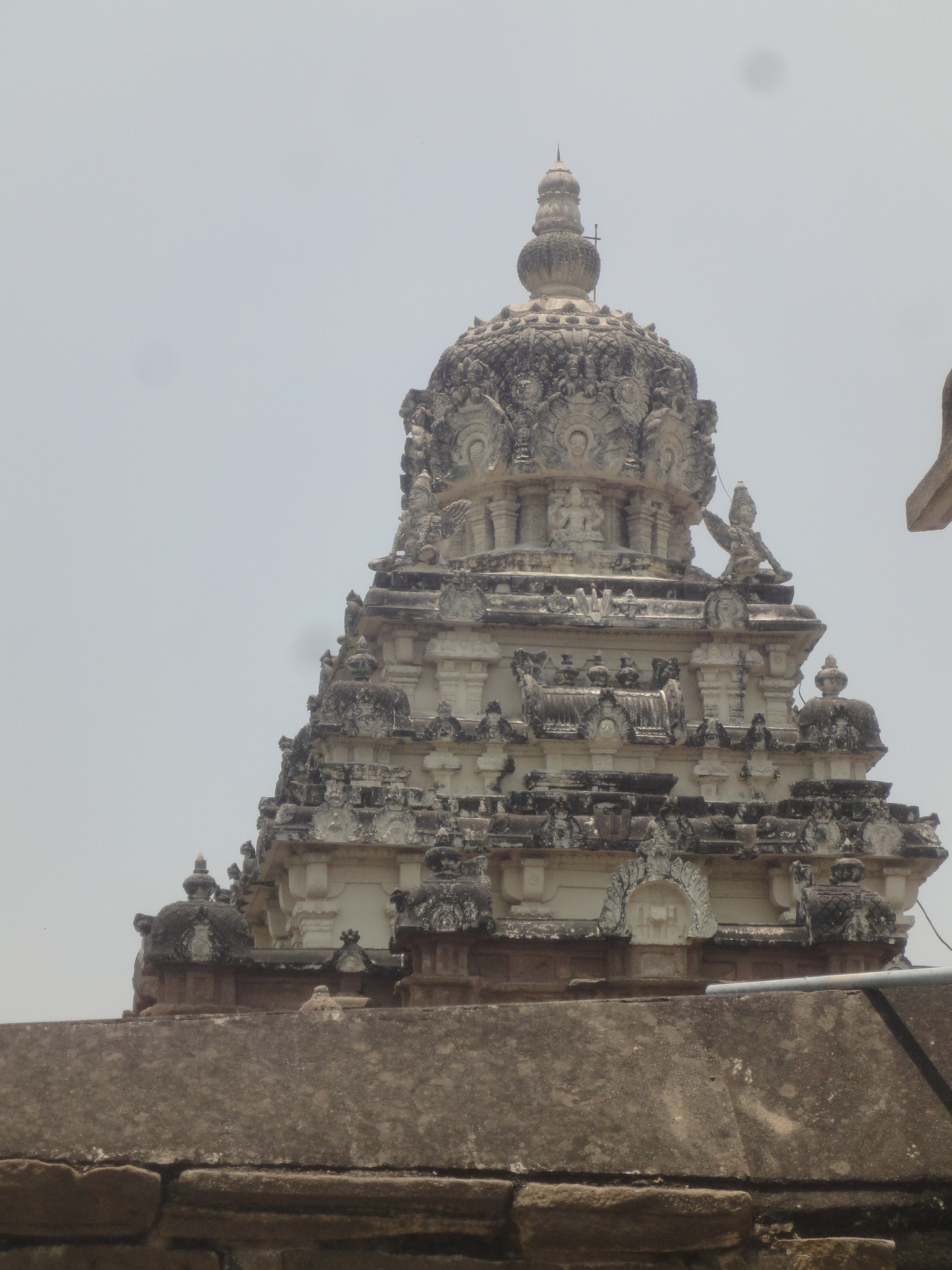
Vimana-Dachaufbau über der Cella des Vaikunta-Perumal-Tempels in Kanchipuram mit reich gestalteter „Schirmkuppel“ (um 720)

Vimana (Sanskrit: विमान vimāna) bezeichnet in der indischen Architektur einen horizontal mehrfach gestuften Turm, der sich oberhalb des Heiligtums (garbhagriha), aber auch von Torbauten (gopurams) befindet. Er ist ein Merkmal des südindischen Dravida-Stils und unterscheidet sich optisch und konstruktiv deutlich von den nordindischen Shikharas oder Deuls.

## Geschichte
Man muss annehmen, dass die frühen – aus Holz gefertigten und deshalb allesamt nicht mehr erhaltenen – südindischen Tempelbauten in der Regel einen quadratischen Grundriss hatten, der jedoch bereits früh durch Gliederungselemente (rathas) aufgelockert wurde. Die ältesten Steintempel zeigen bereits einen schirmförmigen Kuppelaufbau („Schirmkuppel“) als oberen Abschluss, der in Stoffschirmen (chhatris) oder den aus aneinandergenähten Stoffbahnen bestehenden Baldachinen der Tempelwagen (rathas) vorgebildet war.

## Architektur
Die ältesten architektonischen Zeugnisse stammen aus der mittleren Pallava-Zeit (um 700); sie zeigen bereits horizontal abgestufte Pyramidendächer mit einer „Schirmkuppel“. Später drang die südindische Bauweise bis nach Mittelindien vor (z. B. Kailasa-Tempel, Ellora); selbst die Vorhallen (mandapas) einiger Chandella-Tempel Khajurahos sind mit pyramidenförmigen und horizontal abgestuften Dächern versehen. Neben der überwiegenden Zahl der Tempel mit quadratischem Grundriss gibt es auch einige wenige Tempelbauten über einem querrechteckigen Grundriss; die „Schirmkuppel“ ist dort zu einem Querbaldachin gestreckt, der oft einem Gebäude ähnelt.
Als Höhepunkt der Entwicklung der Vimana-Baukunst gilt der Brihadishvara-Tempel in Thanjavur (vollendet ca. 1010) mit seinem 61 m hohen Vimana. Im Verlauf der weiteren Entwicklung des Dravida-Stils verloren die Vimanas zugunsten der immer höher werdenden Gopurams (Tortürmen über den Eingängen des von einer Mauer umschlossenen Tempelareals) an optischer Bedeutung (z. B. Minakshi-Tempel in Madurai oder Ranganathaswamy-Tempel in Srirangam).

## Bilder
quadratischer Grundriss

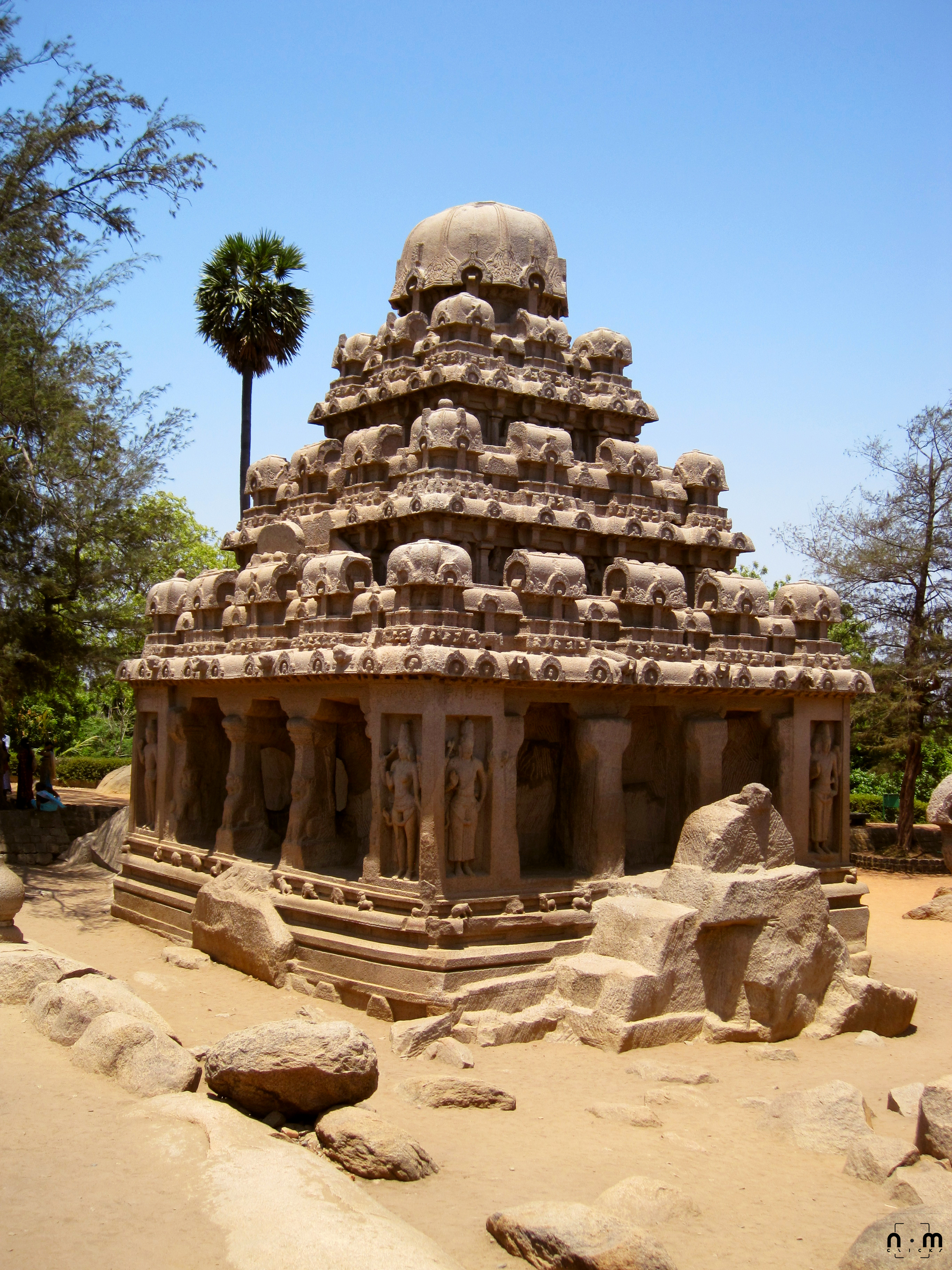
Dharmaraja-Ratha, Mahabalipuram (7. Jh.)
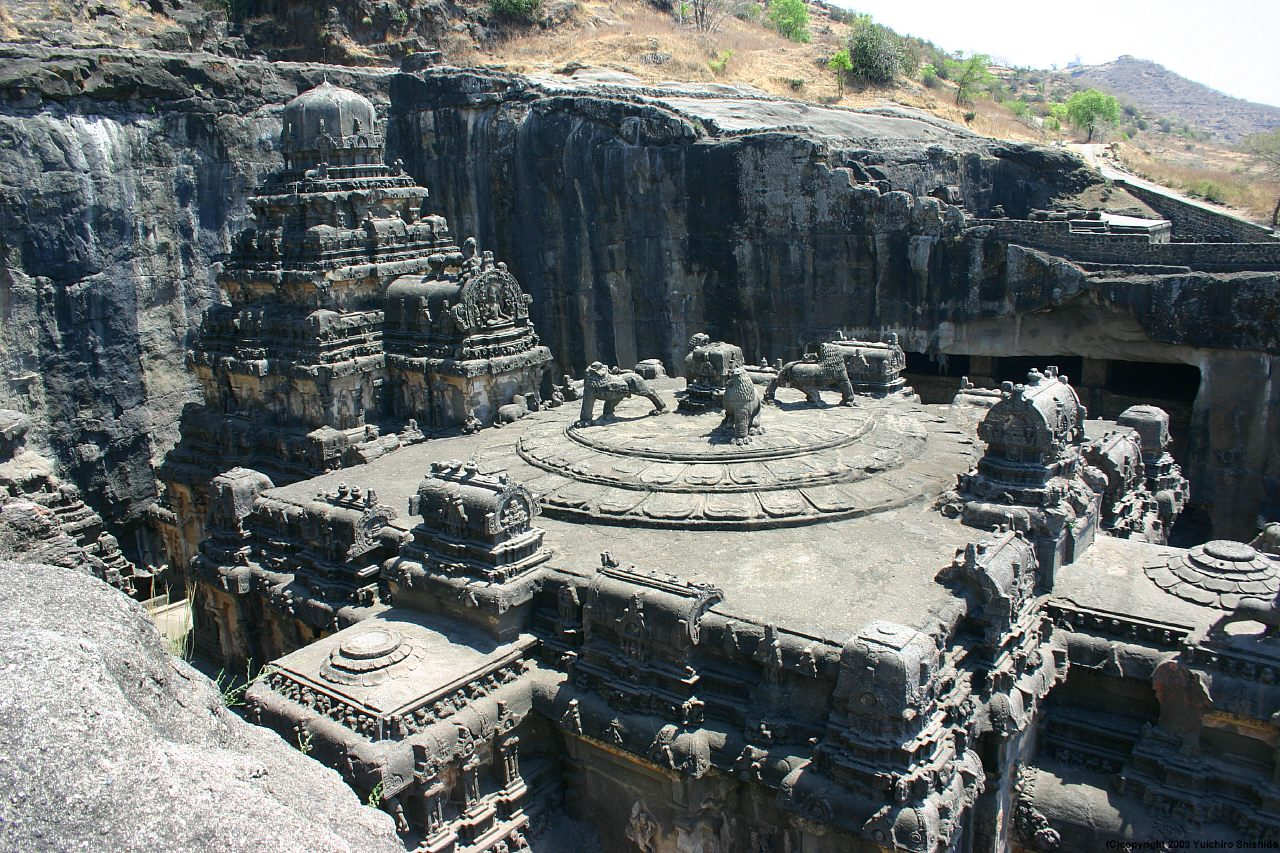
Kailasa-Tempel, Ellora (8. Jh.)
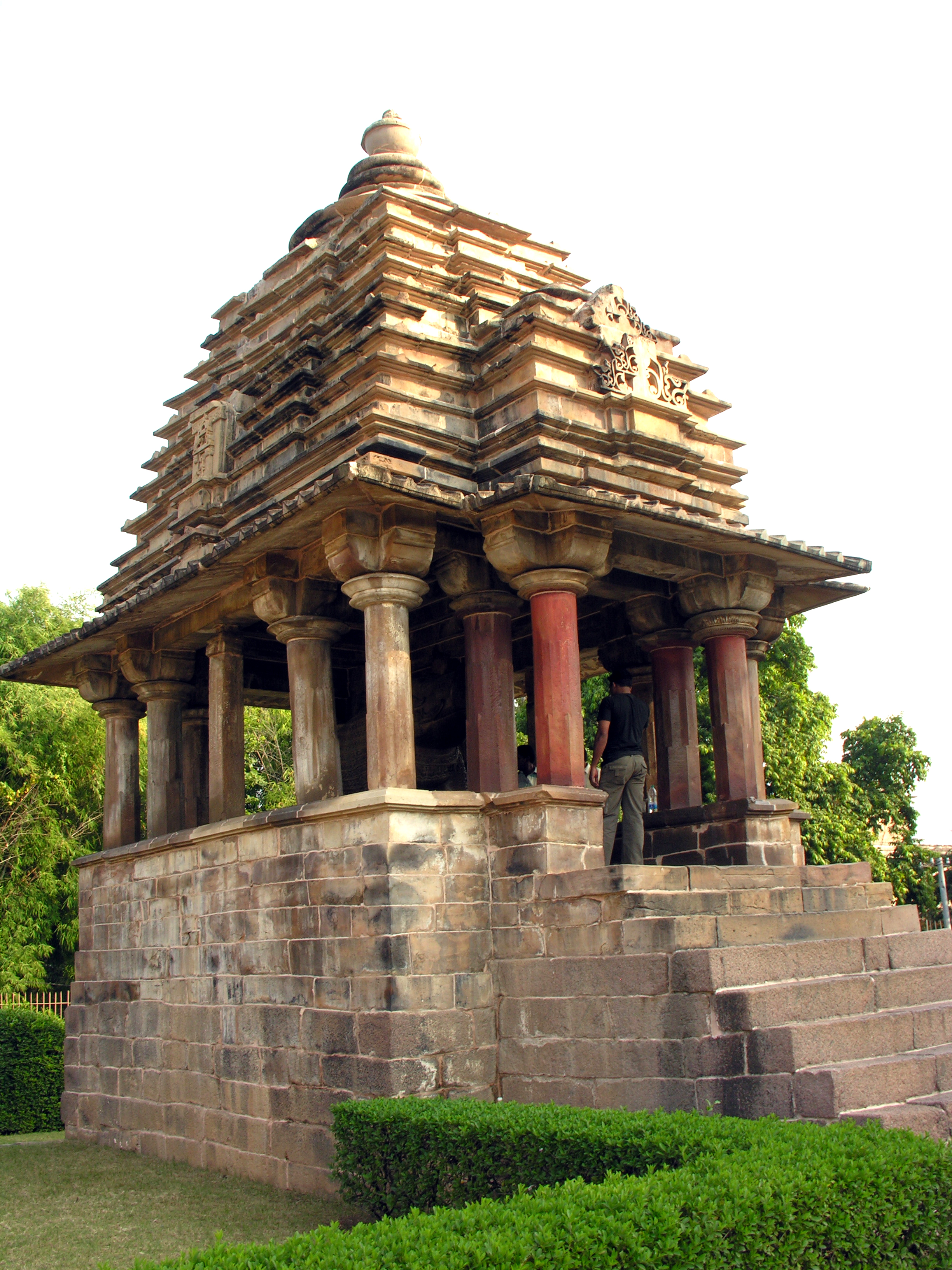
Varaha-Tempel, Khajuraho (um 940)
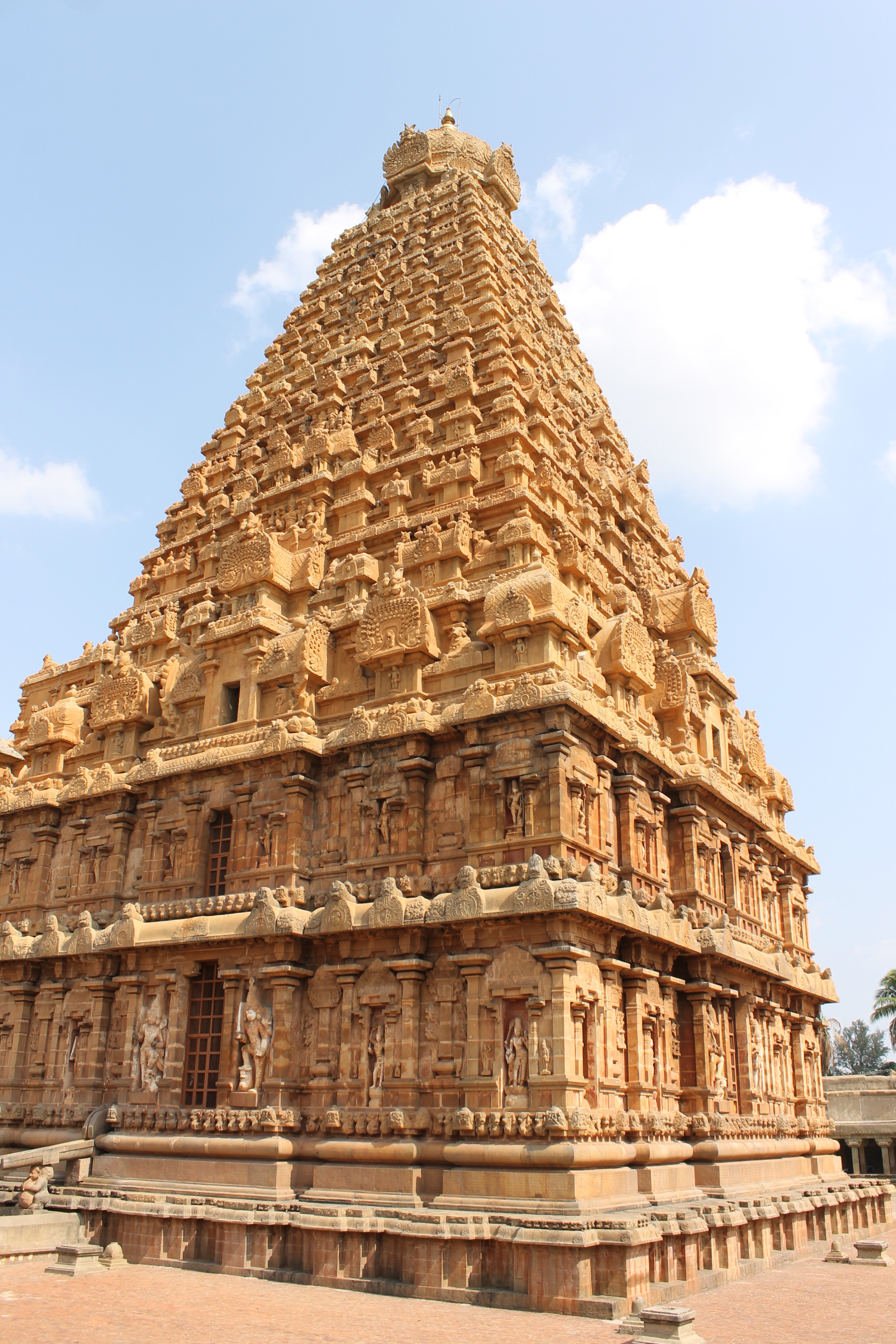
Brihadishvara-Tempel, Thanjavur (um 1010)
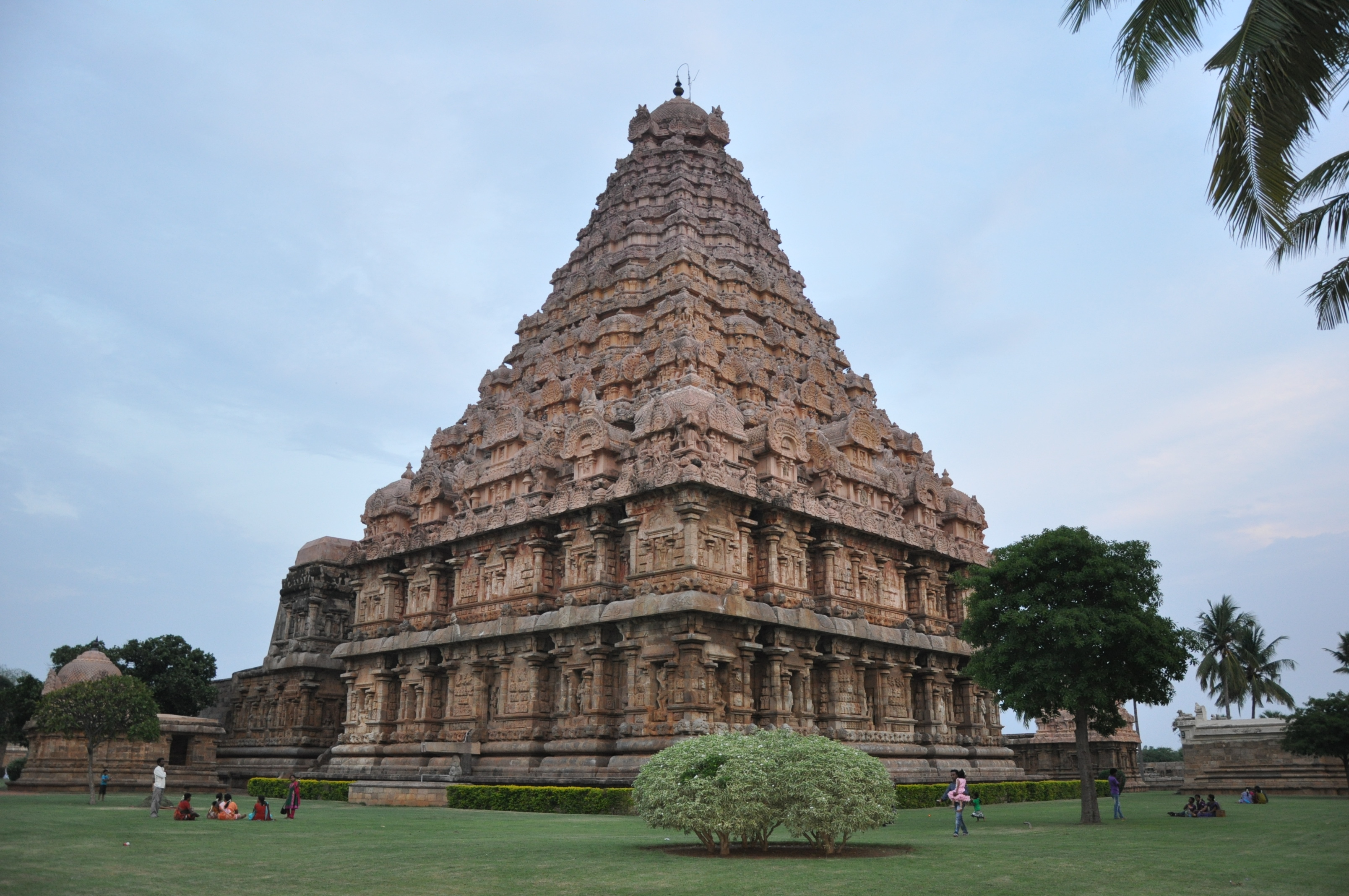
Brihadishvara-Tempel, Gangaikonda Cholapuram (um 1040)

rechteckiger Grundriss

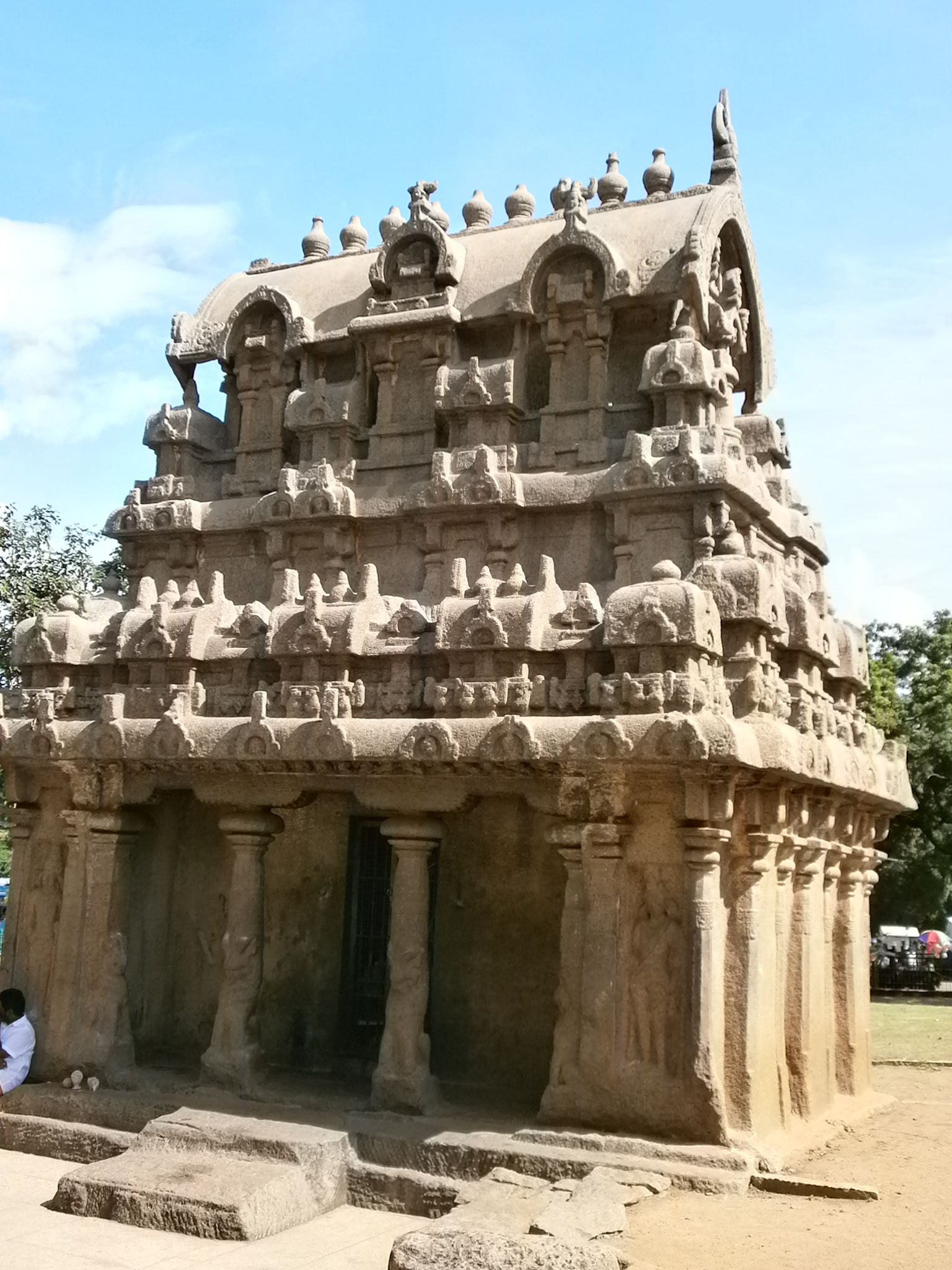
Ganesha-Ratha, Mahabalipuram (7. Jh.)
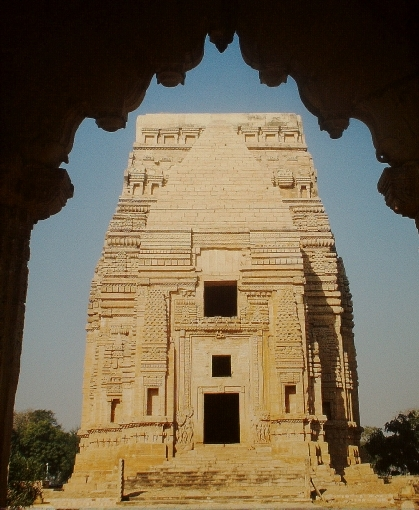
Teli-ka-Mandir, Gwalior (um 780)